# Зоряний хлопчик (фільм)
«Зоряний хлопчик» (рос. «Звёздный мальчик») — російський радянський кінофільм за творами Оскара Уайльда: за казками «Хлопчик-зірка», «День народження Інфанти» та ін.

## Сюжет
Одного разу бідний дроворуб знайшов загорнуту в розшитий зірками плащ дитину. Минуло десять років. Хлопчик став дуже гарним. Його золоте волосся кільцями спадало вниз, а губи були схожі на пелюстки червоної троянди. Очі його нагадували фіалки на березі чистого струмка, а ніжні руки як нарциси на незайманому узліссі. Але краса не зробила його добрим. Зовсім навпаки, хлопчик ріс гордим і жорстоким. Навіть свою матір, яка довгі роки шукала його і тому з'явилася в драньтях жебрачки, він відштовхнув і образив. За цю жорстокість він отримав покарання — став виродком. Але доля дала йому шанс виправити помилки. Щоб знайти матір і вимолити у неї прощення він відправився у важкий і довгий шлях. Виховавши в собі доброту і чуйність, він знайшов матір. І краса повернулася до нього.

## У ролях
- Марія Виноградова — Зоряний хлопчик
- Надія Румянцева — Лісовий хлопчик
- Сергій Голованов — Дроворуб
- Єлизавета Кузюріна — дружина Дроворуба
- Ніна Гребешкова — дочка Дроворуба
- Олена Корольова — дочка Дроворуба
- Вова Гуськов — син Дроворуба
- Михайло Трояновський — сусід Дроворуба
- Афанасій Кочетков — Злий Чарівник
- Марія Кремньова — жебрачка
- Б. Виноградов — жебрак
- Ніна Крачковська — Принцеса
- Тетяна Гурецька — тітка Принцеси
- Олексій Добронравов — гонець із замку
- Еммануїл Геллер — 1-й стражник
- Микола Скоробогатов — 2-й стражник
- Георгій Мілляр — слуга в замку (у титрах не зазначений)

## Знімальна група
- Автори сценарію: Юрій Давидов, Ніна Давидова
- Режисери: Анатолій Дудоров, Євген Зільберштейн
- Оператори: Марк Дятлов
- Художник-постановник: Євгеній Черняєв
- Композитор: Микола Тимофєєв
- Диригент: Вероніка Дударова
- Звукооператор: С. Литвинов
- Комбіновані зйомки: Борис Травкін
- Монтаж: Людмила Печіева
- Директор: Віктор Слонімський